# Jacobus van Looy

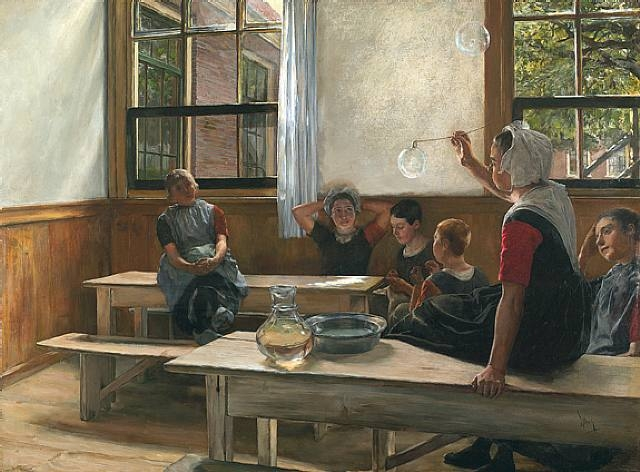
Orphelins de Haarlem peints par Charles Frédéric Ulrich en 1884. Bien que Van Looy voyageait déjà à cette époque, ce tableau montre l'uniforme des orphelins de Haarlem qu'il portait jusqu'à son adolescence, avec une manche rouge et une manche bleue. Il montre également l'intérieur de ce qui est aujourd'hui le musée Frans Hals, qui était à l'époque un orphelinat.

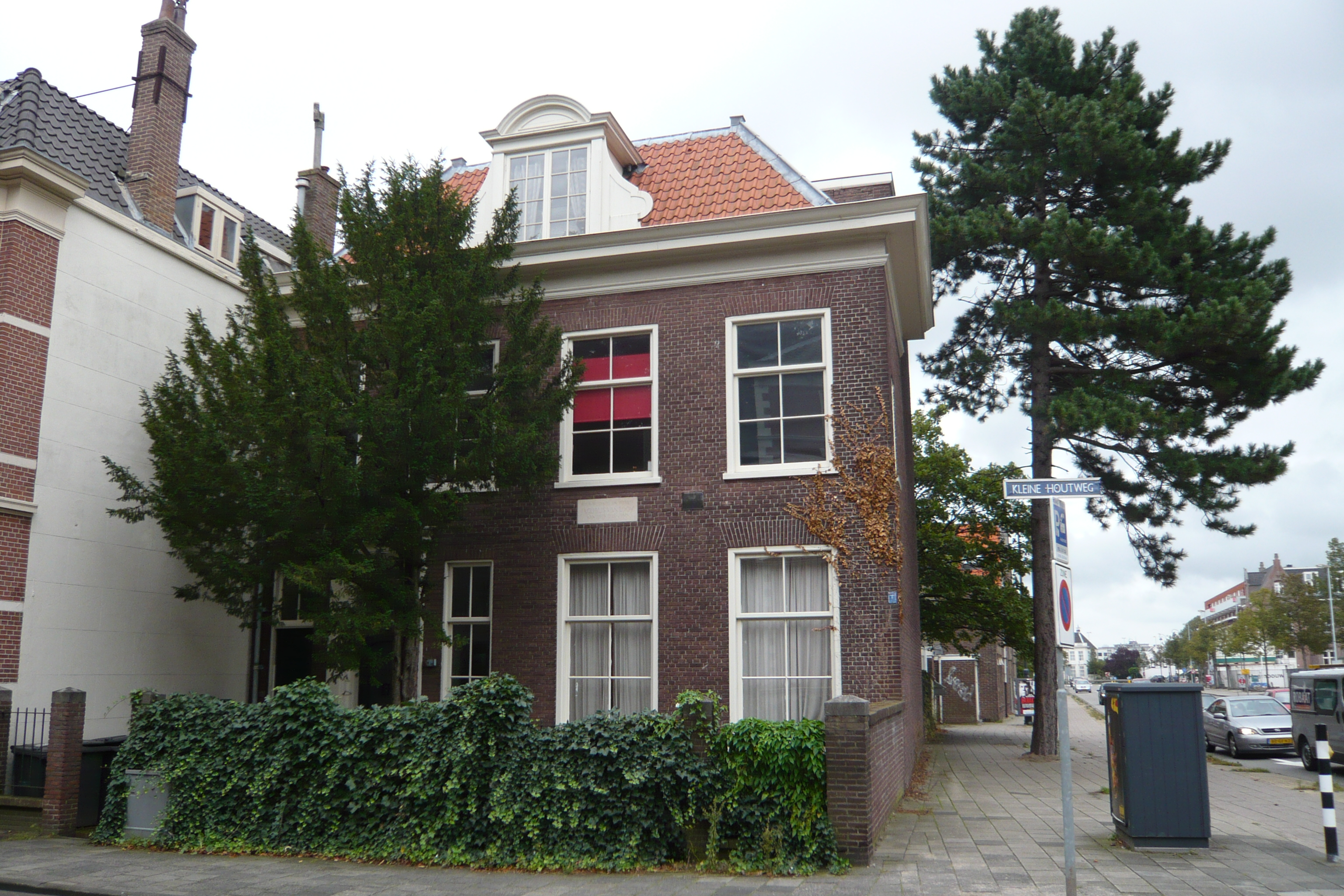
Maison où Jacob van Looy a vécu jusqu'à sa mort, et où un musée a été ouvert après la mort de sa veuve de 1949 à 1967.

Jacobus Van Looy né le 12 septembre 1855 et décédé le 24 février 1930 est un peintre néerlandais.

## Biographie
Il est le fils d'un menuisier, mais son père perd son emploi lorsque sa vue a commencé à baisser. Sa mère est décédée quand il a cinq ans et quand son père est décédé peu de temps après, il se retrouve à l'orphelinat municipal de Haarlem. Il suit une formation de peintre en bâtiment, mais peut suivre des cours de dessin, à partir de 1877, à la Rijksacademie van Beeldende Kunsten à Amsterdam.
En 1884, il reçoit le Prix de Rome, qui lui permet de voyager. Les années 1885-86, il a voyagé à travers l'Italie, l'Espagne et le Maroc. Il est l'élève d'August Allebé, de Jan Jacob Goteling Vinnis, de Dirk Jan Hendrik Joosten et de Hendrik Jacobus Scholten. Là, il commence à dessiner des croquis, qui sont rassemblés en deux volumes. Jusqu'en 1894, il vit à Amsterdam, quand il épouse Titia van Gelder et déménage à Soest. En 1901, il passe une autre année en Espagne et au Maroc. Il retourne à Haarlem en 1913, lorsque l'orphelinat où il a grandi est transformé en musée. Il achète une maison au coin du parc Haarlemmerhout, où on le voyait souvent se promener et a servi d'inspiration à Godfried Bomans, entre autres. Après sa mort, cette maison est transformée en musée à son nom rappelée aujourd'hui par une plaque située sur sa façade.

## Tableaux

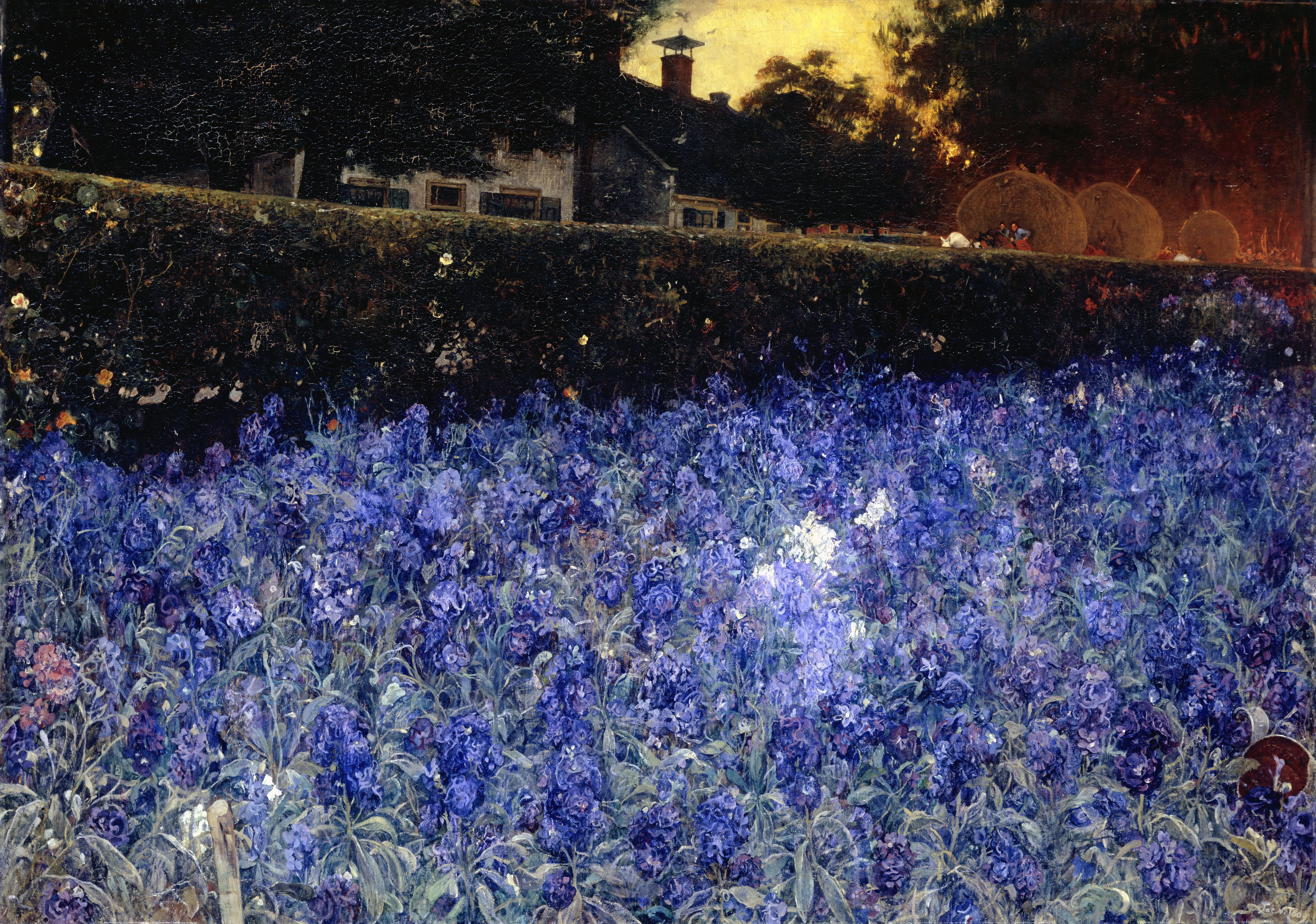
Lupins, v. 1900, Rijksmuseum.
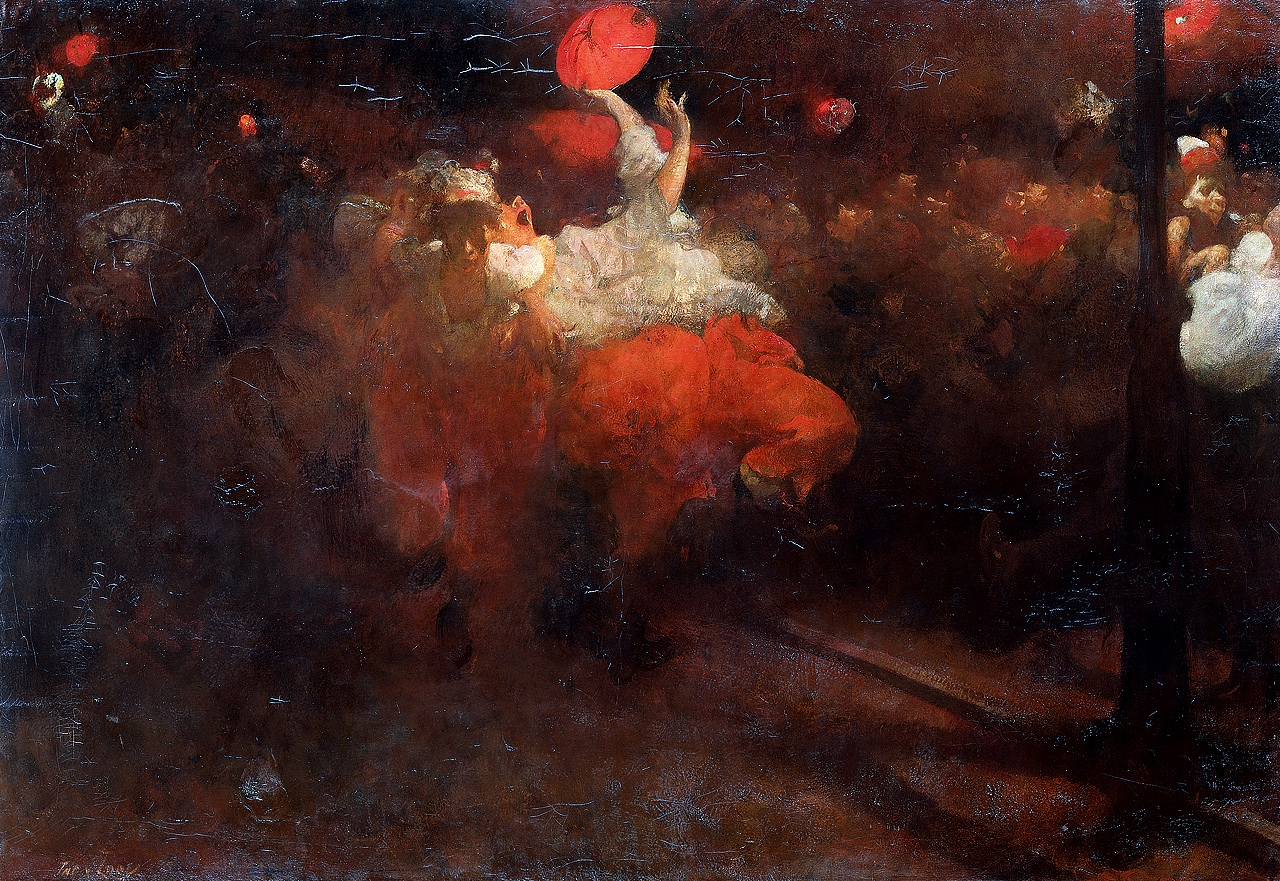
Hartjesdag, v. 1900
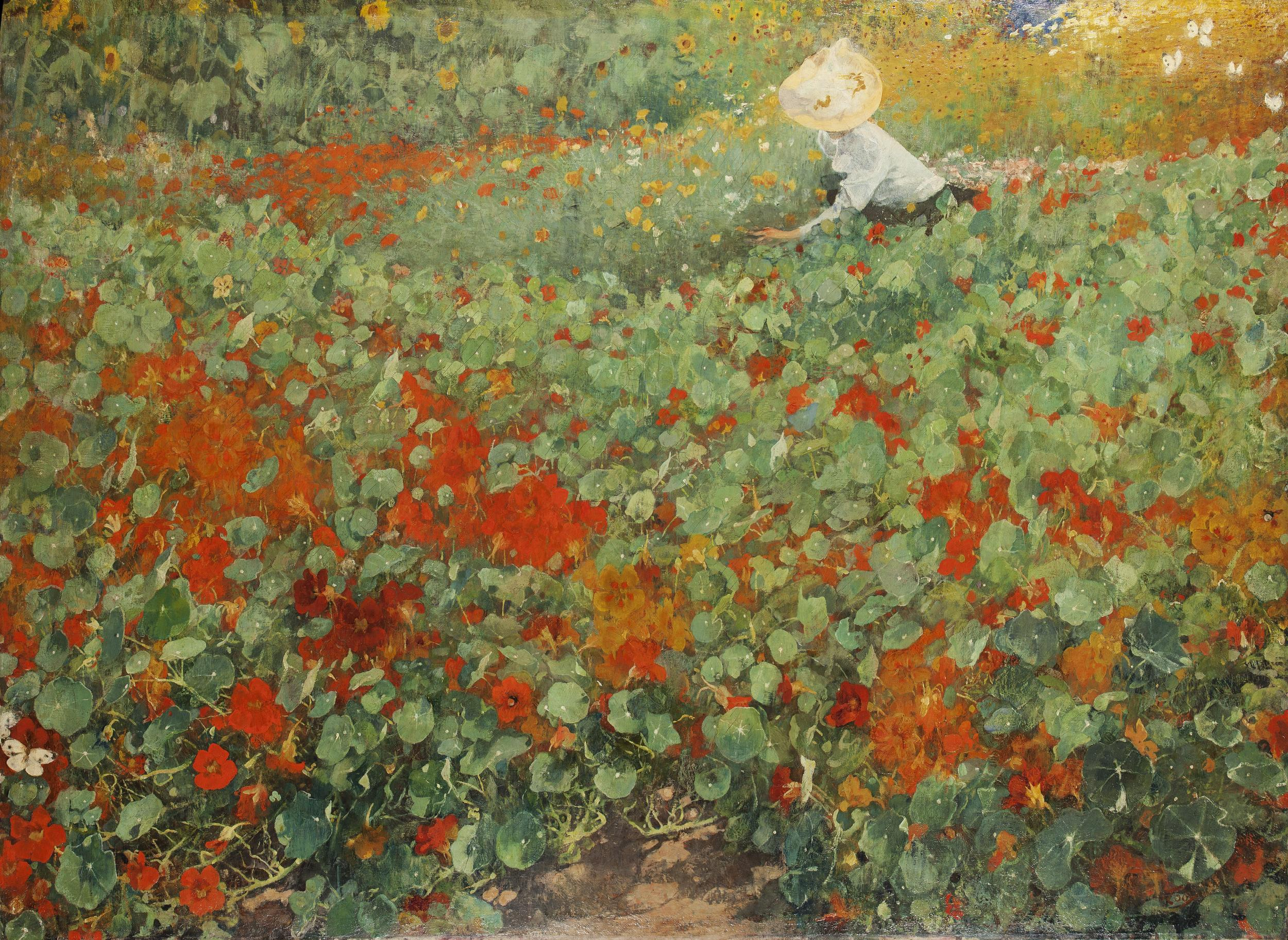
Le Jardin, 1893, musée Teylers.

Pendant de nombreuses années, il fait partie de la rédaction du mensuel littéraire De Nieuwe Gids (Le Nouveau Guide). Il est l'un des auteurs les plus typiques de De Beweging van Tachtig (Le Mouvement des années 1880). Il est membre de la société d'artistes d'Amsterdam Arti et Amicitiae. Il idolâtrait les mots, surtout dans ses carnets de voyage. Il est épicurien et écrit avec imagination sur l'aspect extérieur de notre vie quotidienne. Le Teylers Museum possède une collection de ses dessins de ses voyages. Il a compté Charlotte Bouten, Chris Huidekooper, Ella Pauw, Johan Vlaanderen et Jan Vogelaar parmi ses élèves. 
Beaucoup de ses peintures se trouvent dans les principaux musées des Pays-Bas.

## Œuvres littéraires
Son travail a été salué[Qui ?] comme épique, avec une tendre humanité et une douce sagesse. Les œuvres écrites notables incluent la nouvelle, De Dood van mijn Poes (La mort de mon chat) et son autobiographie de Netherlandshy, Jaapje (Jimmy). 
- Proza (1889)
- Gekken (1892)
- Feesten (1903)
- De wonderlijke avonturen van Zebedeus (1910–1925)
- 'Een praatje over "vertalen" met eenige vertaalde fragmenten' (1912)
- Reizen (1913)
- Jaapje[5] (1917). in the DBNL
- Feesten (1920)
- Jaap (1923)
- De wonderlijke avonturen van Zebedeus (1925)
- Nieuw proza (1929)
- Op reis (1929)
- Jacob (1930)
- Gedichten (only scans available) (1932)
- Jaapje (1963)
- Proza (1981)

## Huis van Looy
Dans les années 1948-1976, le musée « Huis van Looy » est devenu une galerie d'expositions d'art moderne. À la fermeture de ses portes, la majeure partie de la collection et des archives qui l'accompagnent a été confiée au Musée Frans Hals.  Depuis 1985, un prix quinquennal Jacobus van Looy est décerné par le Stichting Jacobus van Looy aux artistes qui ont excellé à la fois en tant qu'écrivain et en tant que peintre. Jusqu'à présent, le prix a été décerné à Armando, Lucebert, Breyten Breytenbach, Charlotte Mutsaers et Wim T. Schippers. 